# Parabapta perichrysa
Parabapta perichrysa là một loài bướm đêm trong họ Geometridae.